# Національний олімпійський комітет Республіки Казахстан
Національний Олімпійський комітет Республіки Казахстан (каз. Қазақстан Республікаси Ұлттиқ Олімпіадалиқ комитеті) — організація, що представляє Казахстан у міжнародному олімпійському русі. Заснований у 1990 році; зареєстрований в МОК в 1993 році. Штаб-квартира розташована в Астані. Є членом Міжнародний олімпійський комітет, Олімпійської ради Азії та інших міжнародних спортивних організацій. 

Здійснює діяльність із розвитку спорту у Казахстані. У своїй діяльності НОК РК керується Олімпійською хартією МОК, Конституцією, Законами Республіки Казахстан та Статутом НОК РК.

## Структура
Керівними органами НОК РК є:
- сесія НОК РК
- Виконком НОК РК
- Президент НОК РК.

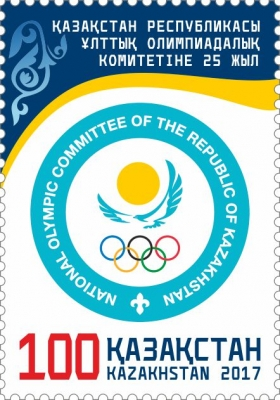
Поштова марка, присвячена 25-річчю НОК РК

Вищим керівним органом НОК РК є сесія, що проводиться раз на рік. У період між сесіями діяльності НОК РК керує виконавчий комітет НОК РК. До складу виконкому входять:
- Президент НОК РК
- генеральний секретар
- перший віце-президент
- Віце-президенти
- Члени МОК - громадяни Республіки Казахстан, члени виконкому.

## Президенти НОК РК
| № | Прізвище, ім'я, по батькові         | початок повноважень | кінець повноважень |
| - | ----------------------------------- | ------------------- | ------------------ |
| 1 | Досимбетов Тимур Камалович          | 1990 рік            | 1993 рік           |
| 2 | Акпаєв Аманча Сейсенович            | 1993 рік            | 2002 рік           |
| 3 | Досимбетов Тимур Камалович          | 2002 рік            | 2006 рік           |
| 4 | Досмухамбетов Темірхан Минайдарович | 2006 рік            | 2015 рік           |
| 5 | Кулібаєв Тимур Аскарович            | 2015 рік            | по теперішній час  |